# Monasterio de San Pedro de Arlanza

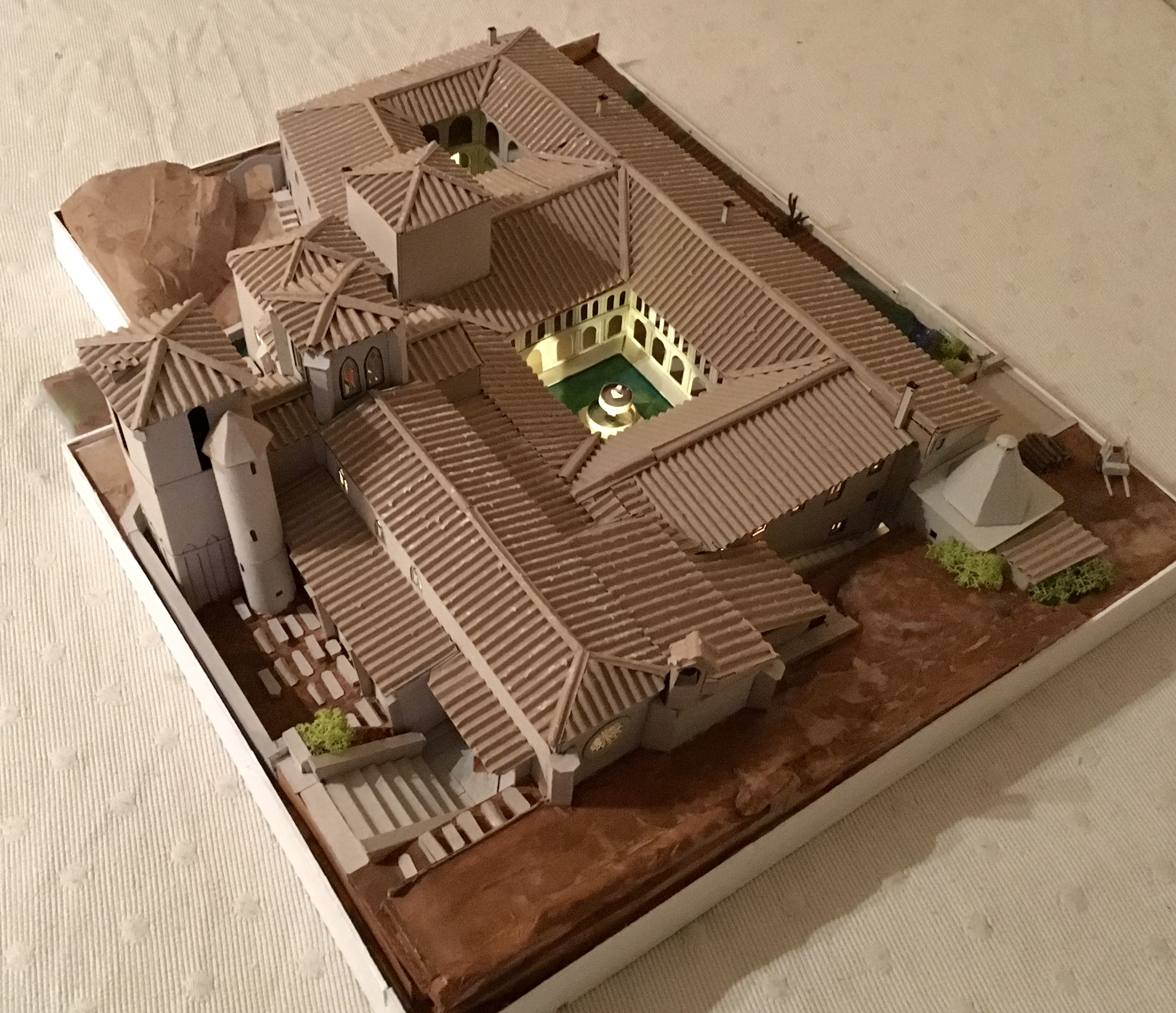
Maqueta que muestra San Pedro de Arlanza antes de su desamotización en 1835 y su posterior expolio y ruina.

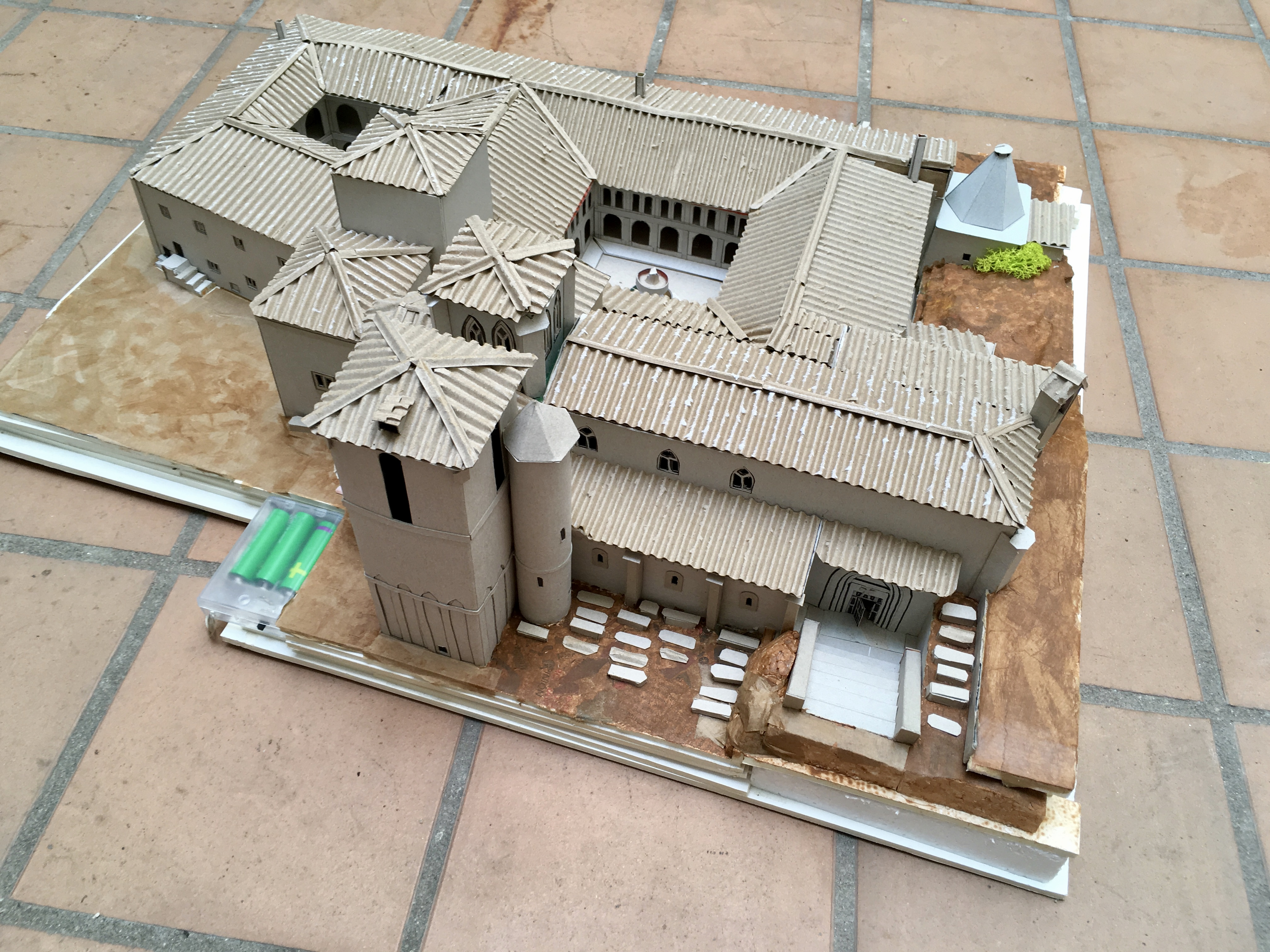
Otra vista de la recreación de San Pedro de Arlanza antes de su desamotización en 1835 y su posterior expolio y ruina.

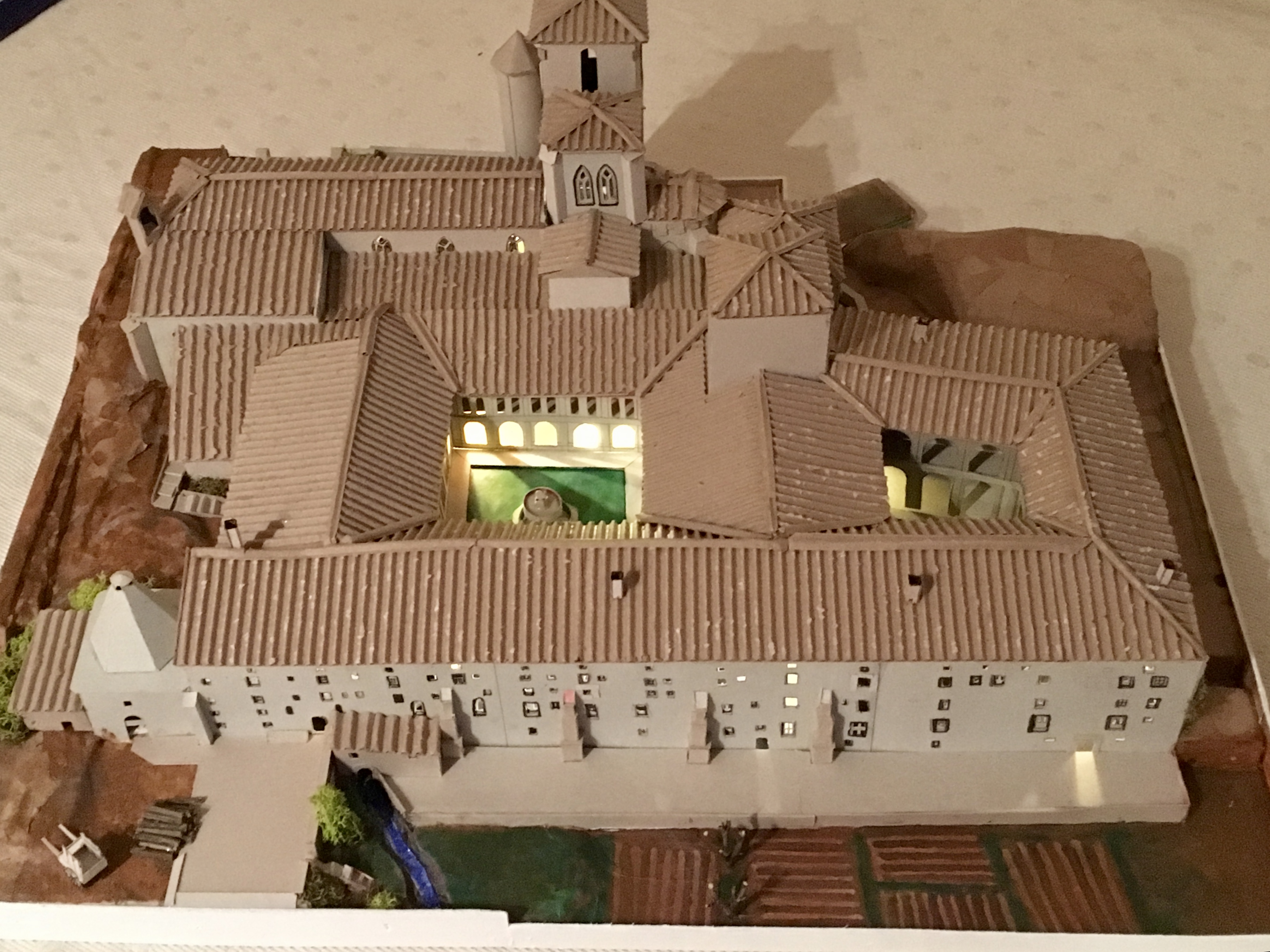
San Pedro de Arlanza antes de su desamotización en 1835 y su posterior expolio y ruina, desde el lado del río Arlanza

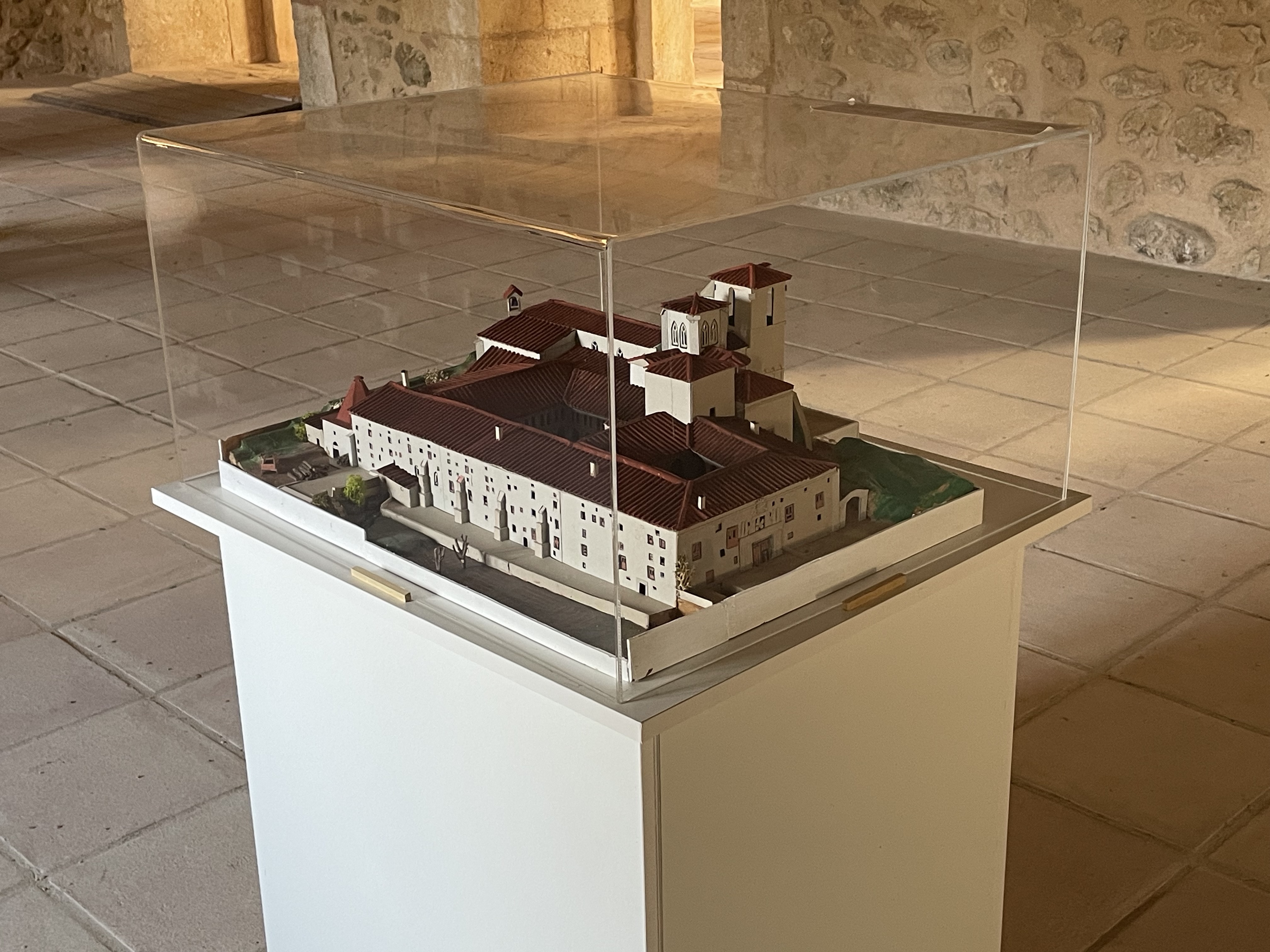
maqueta expuesta en el Monasterio

El monasterio de San Pedro de Arlanza, situado en la localidad burgalesa de Hortigüela (Castilla y León, España) a orillas del río que le da nombre, fue uno de los centros monásticos más importantes del condado y luego reino de Castilla. Aunque los restos más antiguos existentes hoy en el conjunto monacal, correspondientes a la iglesia, datan de 1080, la congregación fue fundada en 912 como un eremitorio, de ruinas aún visibles, en la parte alta de las paredes que flanquean el valle. Este monasterio recibió el apelativo de «cuna de Castilla» y estuvo en funcionamiento hasta la desamortización de Mendizábal en 1835.
En 1931 fue declarado Monumento Histórico-Artístico.

## Historia

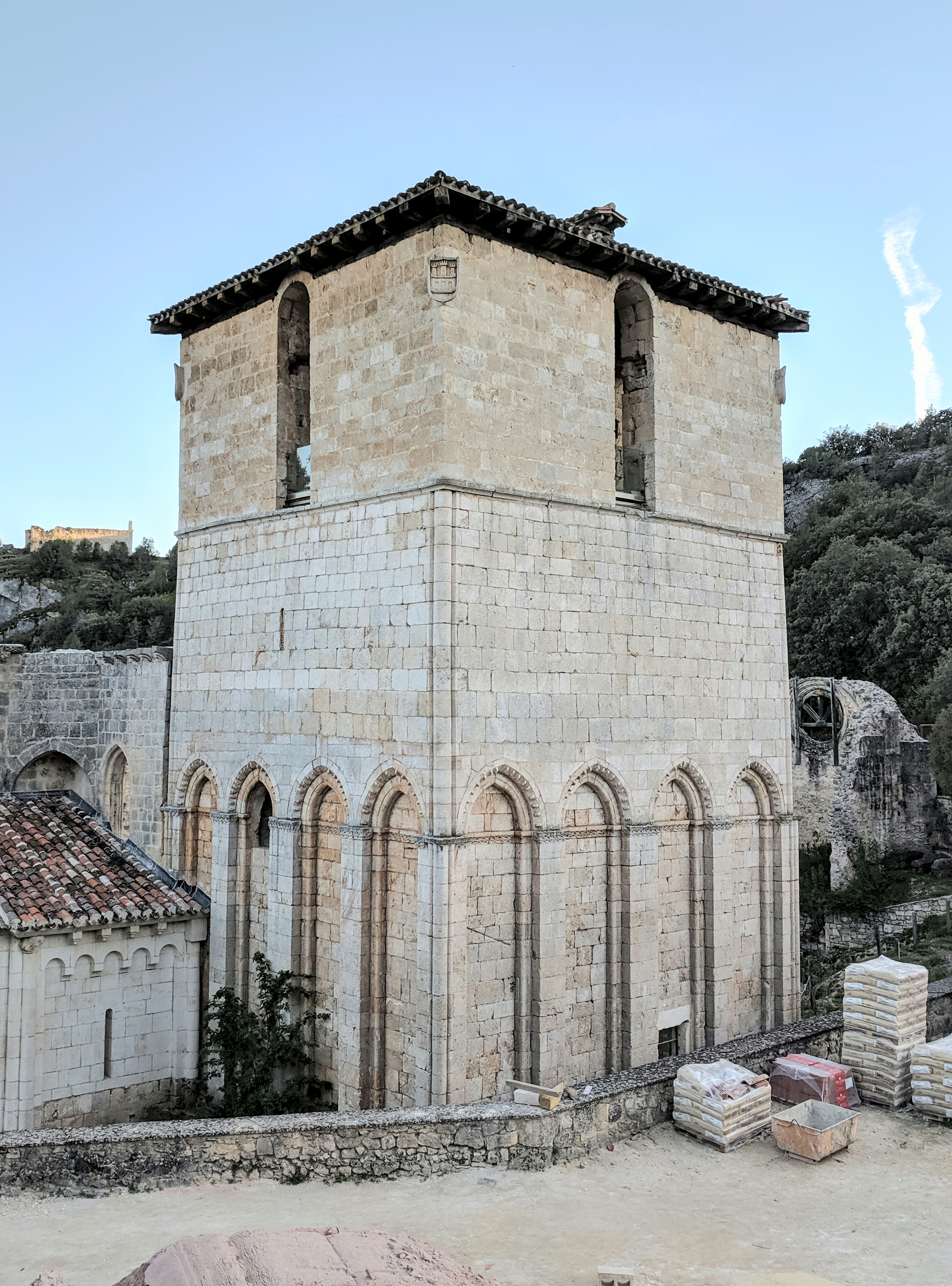
Vista parcial

El eremitorio primigenio fue fundado en torno a 912, año en el que están fechados dos documentos fundacionales conservados en el cartulario del monasterio, uno otorgado por el conde Fernán González y su esposa Sancha y otro por el conde Gonzalo Téllez su mujer Flamula y la madre y hermano de Fernán González, Muniadona y Ramiro González. Los dos documentos presentan serias dudas sobre su autenticidad, sobre todo el de Fernán González cuyos anacronismos son evidentes y que sería elaborado para vincular su figura aún más al monasterio. Es probable que el documento de Gonzalo Téllez tenga un contenido auténtico, ya que encaja perfectamente con los años de actuación de este conde.
Es probable que los restos de Fernán González reposaran aquí, junto a su esposa Sancha, tras su traslado desde su probable ubicación original en la cercana ermita de Santa María de Lara. Tras el traslado permanecieron en el monasterio hasta la desamortización eclesiástica de Mendizábal y el consiguiente abandono de las dependencias monacales, lo que hiciera necesario en 1841 trasladar los sarcófagos a la colegiata de la vecina población de Covarrubias.
El conjunto presenta hoy una superposición de diferentes estilos, fruto de las numerosas actuaciones a lo largo del tiempo. Así, mientras la iglesia, comenzada en el año 1080 y hoy en ruinas, tenía tres naves y tres ábsides a la cabecera, por lo menos en el primer planteamiento románico, durante la etapa del gótico hubo modificaciones que cambiaron el aspecto general del templo, si bien se conservaron algunos capiteles del siglo XI. Entre los restos de la monumental iglesia destacan los tres ábsides semicirculares, con amplios presbiterios. También se conserva la torre, levantada a finales del siglo XII, así como parte del claustro, la sala capitular y el óculo de doble abocinamiento en la parte superior del hastial del imafronte. Existe asimismo, la portada de la iglesia que fue trasladada al Museo Arqueológico Nacional en 1895. No es ésta la única pieza patrimonial de que ha sido despojado el monasterio: además, como se ha dicho, del sepulcro de los condes de Castilla Fernán González y Sancha, de otro sepulcro románico de gran belleza que la tradición dice haber pertenecido a Mudarra y que puede verse en la catedral de Burgos, de valiosos frescos que se exhiben en el Museo Metropolitano de Nueva York y en el Museo Nacional de Arte de Cataluña, y de otras obras de arte de prolija relación.

## Música
El 14 de noviembre de 2019 la Orquesta Sinfónica de Castilla y León dirigida por Andrew Gourlay estrenó en el Auditorio Miguel Delibes de Valladolid Evocación del monasterio de San Pedro de Arlanza, obra del compositor Nuño Fernández Ezquerra, inspirada en las ruinas del cenobio.